# Cayo Largo (Belice)
El Cayo Largo o Cayo Long (en inglés: Long Caye) es una isla de propiedad privada de 0,08 hectáreas a 40 millas de la costa del país centroamericano de Belice. La palabra Caye (viene de Key y se pronuncia de manera similar) está a solo 8 millas de distancia de la Gran Agujero Azul y se encuentra en el mismo atolón Lighthouse.
Se trata de zona de buceo popular y área de conservación natural, donde los turistas disfrutan de las colonias de pájaros bobos, buceo en los arrecifes de coral y los ecosistemas insulares de la selva. El Blue Hole es uno de los sitios de buceo más populares del mundo, y atrae a buceadores ávidos de resorts en todo Belice - los resorts en Long Caye están a pocos minutos en barco, en comparación con las horas de cualquier otro resort en el país.
Algunos de los mejores sitios de buceo del Atolón se encuentran cerca de la costa occidental de Long Caye, a lo largo de la famosa Long Caye Wall. Algunos itios de buceo conocidos aquí incluyen el Acuario, Tres Cocos, y Quebrada.
El desarrollo de la isla ha sido muy limitado. Además de un puñado de cabañas construidas por propietarios privados, en la isla tan sólo se encuentran el Itza Lodge, un complejo ecológico con todo incluido, así como el Huracan Dive Center, única tienda de buceo de la isla, que también incluye algunas instalaciones menores.